# Internationale Tagung der Technischen Aufsichtsbehörden
Die Internationale Tagung der Technischen Aufsichtsbehörden (ITTAB) ist eine jährlich abgehaltene Tagung der technischen Behördenvertreter und Fachleute aus vielen Ländern der Welt zum Erfahrungsaustausch und Erhöhung der Sicherheit bei Seilbahnen. Die erste Tagung fand 1950 statt.

## Mitglieder
Die Mitgliedschaft in der Tagung ist offen. Regelmäßig nehmen an den Tagungen die „Seilbahn“-Länder Andorra, Argentinien, China, Deutschland, Finnland, Frankreich, Italien, Japan, Kanada, Kolumbien, Norwegen, Österreich, Polen, Portugal, Rumänien, Russland, Schweden, Schweiz, Singapur, Slowakei, Slowenien, Spanien, Südkorea, Tschechien, Ungarn und die USA teil. Diese Staaten weisen zusammen über 95 % der weltweit installierten und betriebenen Seilbahnanlagen auf.
Nicht teilnehmende „Seilbahn“-Länder sind: Armenien, Australien, Bosnien-Herzegowina, Bulgarien, Chile, Georgien, Indien, Neuseeland, Südafrika, Türkei und Ukraine. Diese weisen zusammen nicht 5 % aller weltweit installierten Seilbahnanlagen auf.

## Tagungen
Die Tagungen der ITTAB werden jeweils von einem Gastgeberland ausgerichtet. Die 63. Tagung vom 9. bis 14. September 2013 fand erstmals in Asien, in China in Xi’an, der Hauptstadt der Provinz Shaanxi, statt.

## Statistiken
Die an ITTAB mitarbeitenden Staaten geben freiwillig statistische Daten über das jeweilig vorangegangene Betriebsjahr bekannt. Diese sind:
- Anzahl und System der Seilbahnen
- Anzahl der beförderten Fahrgäste bei jedem Seilbahnsystem
- Anzahl der Ereignisse und Unfälle bei jedem Seilbahnsystem
- Anzahl jener Personen, die bei einem Unfall verletzt oder getötet wurden, getrennt in Fahrgäste, Betriebspersonal und Dritte bei jedem Seilbahnsystem
- Hergang und Ursachen der Ereignisse und Unfälle bzw. die Beschreibung des Vorgangs.

### Übersicht Beförderungen 2002–2011
Die folgenden Angaben sind auf Grundlage der von den Teilnehmerländer der ITTAB zur Verfügung gestellten Daten erstellt (gerundet):
|      | in Milliarden Beförderungsfällen | Anzahl Seilbahnanlagen |
| ---- | -------------------------------- | ---------------------- |
| 2002 | 3,96                             | 21.000                 |
| 2003 | 3,79                             | 19.000                 |
| 2004 | 3,33                             | 20.400                 |
| 2005 | 3,28                             | 22.000                 |
| 2006 | 2,99                             | 22.100                 |
| 2007 | 2,87                             | 22.300                 |
| 2008 | 3,45                             | 22.000                 |
| 2009 | 3,96                             | 21.000                 |
| 2010 | 3,23                             | 17.000                 |
| 2011 | 3,48                             | 21.000                 |

Größere Abweichung bei der Anzahl der Seilbahnanlagen und Beförderungsfälle in jedem Jahr ergeben sich daraus, dass die Daten einiger Mitgliedsstaaten ab und zu fehlen. So hat z. B. die USA 2010 keine Daten der ITTAB gemeldet.

### Übersicht Beförderungen weltweit im Vergleich zu Österreich
Die folgende Tabelle gibt anhand der Daten von ITTAB eine Übersicht über die Anzahl und die Art der Seilbahnen und der damit beförderten Personen, die 2011 in Österreich bzw. weltweit (inklusive Österreich) befördert wurden.
| Art der Seilbahnen                    | Anzahl in Österreich | Beförderungen in Österreich | Anzahl weltweit | Beförderungen weltweit |
| ------------------------------------- | -------------------- | --------------------------- | --------------- | ---------------------- |
| Standseilbahnen                       | 21                   | 11.690                      | 251             | 99.772                 |
| Zweiseilbahnen Pendelbetrieb          | 52                   | 15.532                      | 754             | 174.290                |
| Zweiseilbahnen Umlaufbetrieb          | 9                    | 6946                        | 29              | 9615                   |
| Einseilumlaufbahnen Kabinenbahnen EUB | 252                  | 160.159                     | 899             | 433.163                |
| Kombibahnen                           | 9                    | 7712                        | 45              | 30.719                 |
| kuppelbare Sesselbahnen               | 378                  | 262.789                     | 1961            | 826.761                |
| fixgeklemmte Sessellifte              | 354                  | 108.482                     | 4888            | 647.744                |
| Schlepplifte                          | 1914                 | 156.660                     | 12.041          | 969.443                |
| Spezialbahnen                         |                      |                             | 223             | 292.964                |
| Summe                                 | 2989                 | 729.970                     | 21.091          | 3.484.471              |

Aus den von ITTAB gesammelten Daten, die teilweise in dieser Tabelle wiedergegeben sind, lassen sich mehrere Ableitungen generieren, unter anderem:
- Österreich weist weltweit die meisten Beförderungen pro Jahr bei Seilbahnen auf,
- Österreich hat weltweit die meisten kuppelbaren Sesselbahnen (378),
- Österreich hat weltweit die meisten Kabinenumlaufbahnen (252),
- Japan hat die größte Anzahl von fixgeklemmten Sesselliften (1870), mehr als dreimal so viel wie die zweitgereihte USA (545), Österreich hat nur noch bescheidene 354,
- Frankreich hat die meisten Schlepplifte (2504).[4]

Werden die Spezialbahnen außer Betracht gelassen, zeigt sich aus der Tabelle noch:
- In Österreich werden auch je Seilbahnart jeweils am meisten Beförderungen durchgeführt
- weltweit und auch in Österreich ist die Beförderung von Fahrgästen an Schleppliften im Verhältnis zur Anlagenzahl am geringsten (Österreich 81.850 bzw. weltweit 80.512 Personen/Anlage/Jahr), was grundsätzlich eine geringe Attraktivität dieser Anlagenart impliziert. Dennoch sind weltweit und auch in Österreich mit Abstand die Schlepplifte anteilsmäßig die meisten in Verwendung stehenden Seilbahnanlagen (Österreich: 64 % der Seilbahnanlagen sind Schlepplifte; weltweit sind es 57 %),
- Spezialseilbahnen sorgen weltweit für die meisten Personenbeförderungen je Anlage und Jahr (1.313.740), während diese Anlagen in Österreich keine Rolle spielen (bzw. in den anderen Anlagenarten eintypisiert werden).
- Zweiseilbahnen im Umlaufbetrieb befördern in Österreich mehr als 57 % mehr Personen/Anlage und Jahr (771.778) als weltweit (331.552),
- fix geklemmten Sessellifte befördern in Österreich nur 29 % der Fahrgäste, während es bei den kuppelbaren 71 % sind. Auch weltweit werden bei 1961 kuppelbare Anlagen rund 56 % der Fahrgäste befördert und an fix geklemmten 44 %.
- das Verhältnis zwischen fix geklemmten Sesselliften und kuppelbaren Bahnen ist weltweit 2,5:1, in Österreich 1:0,9 (es gibt mehr kuppelbare Anlagen als fix geklemmte in Österreich, weltweit umgekehrt).
- Kombibahnen haben in Österreich mit 856.889 Fahrgästen/Anlage/Jahr die beste Auslastung. Auch weltweit mit 682.644 Fahrgästen/Anlage/Jahr (wenn die Spezialbahnen nicht beachtet werden) haben die Kombibahnen die beste Auslastung.